# 石山ヒロ子
石山ヒロ子（いしやま ひろこ、1949年6月17日 - ）は日本の人形作家、造形作家。

## 経歴
東京都出身。女子美術大学短期大学部造形科卒業後、 辻村寿三郎に師事。のちフランスに渡り、帰国後は百貨店やギャラリーなどで 個展・企画展など多数開催。
| 1949    | 東京生まれ |
| 1969    | 女子美術短期大学造形科卒業 辻村ジュサブローに師事 |
| 1972    | 個展（銀座ギャラリー三番街） |
| 1972    | 渡仏 |
| 1975    | 人形教室MA SOLITUDE主宰 企画展「7人の人形展」（銀座ギャラリー三番街）                                                                                                   |
| 1979    | 企画展「人形館展」 （池袋サンシャインアルパ・名古屋セントラルパーク）                                                                                                   |
| 1979    | 個展（新宿PePe） |
| 1980    | 企画展「人形部屋展」（新宿中西画廊） |
| 1981    | 企画展「第一回創作人形展」（池袋西武百貨店） |
| 1982    | 企画展「第二回創作人形展」（池袋西武百貨店） 企画展「サーカス展」（新宿紀伊国屋画廊）                                                                                   |
| 1983    | グループ展（南青山ギャラリーアメリヤ） |
| 1984    | 個展（新宿PePe） |
| 1985    | グループ展（南青山ギャラリーアメリヤ） 企画展「創作人形展」（池袋西武百貨店） 企画展「グリム展」（日本橋高島屋） 企画展「第二回創作人形作家展」（多摩プラザ）           |
| 1986    | 第二回人形たち展 『グランプリ受賞』 企画展「世界大人形展」（奈良近鉄百貨店） 企画展「女流人形作家10人展」（プランタン銀座）                                             |
| 1987    | 企画展「第三回人形たちの詩展」（多摩プラザ） 企画展「第四回ヨーロッパ人形展」（金沢） 企画展「人形幻夢」（渋谷東急東横店アートホール） 企画展「選抜創作人形展」（新潟） |
| 1994    | フランスワールドコングレス招待出展 |
| 1998.12 | 雑誌アサヒグラフ インタビュー |
| 1999.6  | 個展（半蔵門スペースK） |
| 2000    | Ma Solitude展（原宿せ・らーる） |
| 2001.9  | Ma Solitude展（麻布ギャラリー東京映像） |
| 2002.6  | 企画展「創作人形作家7人展」（渋谷東急百貨店） |
| .6      | 宇野亜喜良氏キュレーターによる企画展「私の劇場２」 |
| .9      | 雑誌ドールフォーラム Vol.34 特集 |
| .9      | 企画展「世界の人形展」（日本橋丸善） |
| 2003.7  | Ma Solitude展（神楽坂アユミギャラリー） |
| .10     | 宇野亜喜良 美術監修によるダンスエレマン舞台公演 「寺山修司没後20周年 われに五月を」の人形制作                                                                           |
| 2004.10 | 宇野亜喜良 美術監修によるダンスエレマン舞台公演 「上海異人娼館」の人形制作                                                                                              |
| 2005.4  | 伊豆高原ドールガーデンにて人形展 |
| .9      | 宇野亜喜良 美術監修によるダンスエレマン舞台公演 「美女と野獣」の人形制作                                                                                                |
| 2007.6  | 個展「マチネ」（神楽坂アユミギャラリー） |
|         | Ma Solitude展（神楽坂アユミギャラリー） |
| .10     | 串田和美・宇野亜喜良+高泉淳子ら表現者たちが幻惑する劇空間 「ティンゲル・グリム」美術制作                                                                                |
|         | 丸善「第二回人・形展」出展 |
| 2009.5  | Bunkamura Gallery「少女幻想綺譚」出展 |
| .10     | スパンアートギャラリー「新日本耽美主義宣言」出展 |
| .11     | スパンアートギャラリー「アリス百花幻」出展 |
| 2014.8  | スパンアートギャラリー「人形偏愛主義ヒトガタへの受胎告知」出展 |
| 2016.6  | 画廊Zaroffにて個展「喝采」 |
| 2018.6  | 画廊Zaroff企画展「魂の暗号」 |

宇野亜喜良美術監督作品の舞台においても人形や小道具も製作。  創作人形教室Ma Solitude(マ・ソリチュード)主宰。
息子はフィギュア造形作家の石山裕記。

## 作品
ダンサーなどをモチーフにした糸引き、張り子紙による布人形。躍動感を与える人形が特徴。

## 著書
- 人形作品集『Prologue プロローグ』刊行（新風舎）
- ブックレット『Matinee マチネ』（ロワハウス）

## 舞台
- 宇野亜喜良 美術監修によるダンスエレマン舞台公演
- 『寺山修司没後20周年 われに五月を』 （2003年）
- 『上海異人娼館』 （2004年）
- 『美女と野獣』（2005年）
- 演出：串田和美×美術：宇野亜喜良による舞台公演
- 「Tingel GRIMM　ティンゲルグリム〜眠れぬ森のおどけ奇譚〜」（2007年）